# Sisley (azienda)
Sisley è un marchio di moda fondato nel 1968; dal 1974 fa parte dell'azienda di moda italiana Benetton.

## Storia

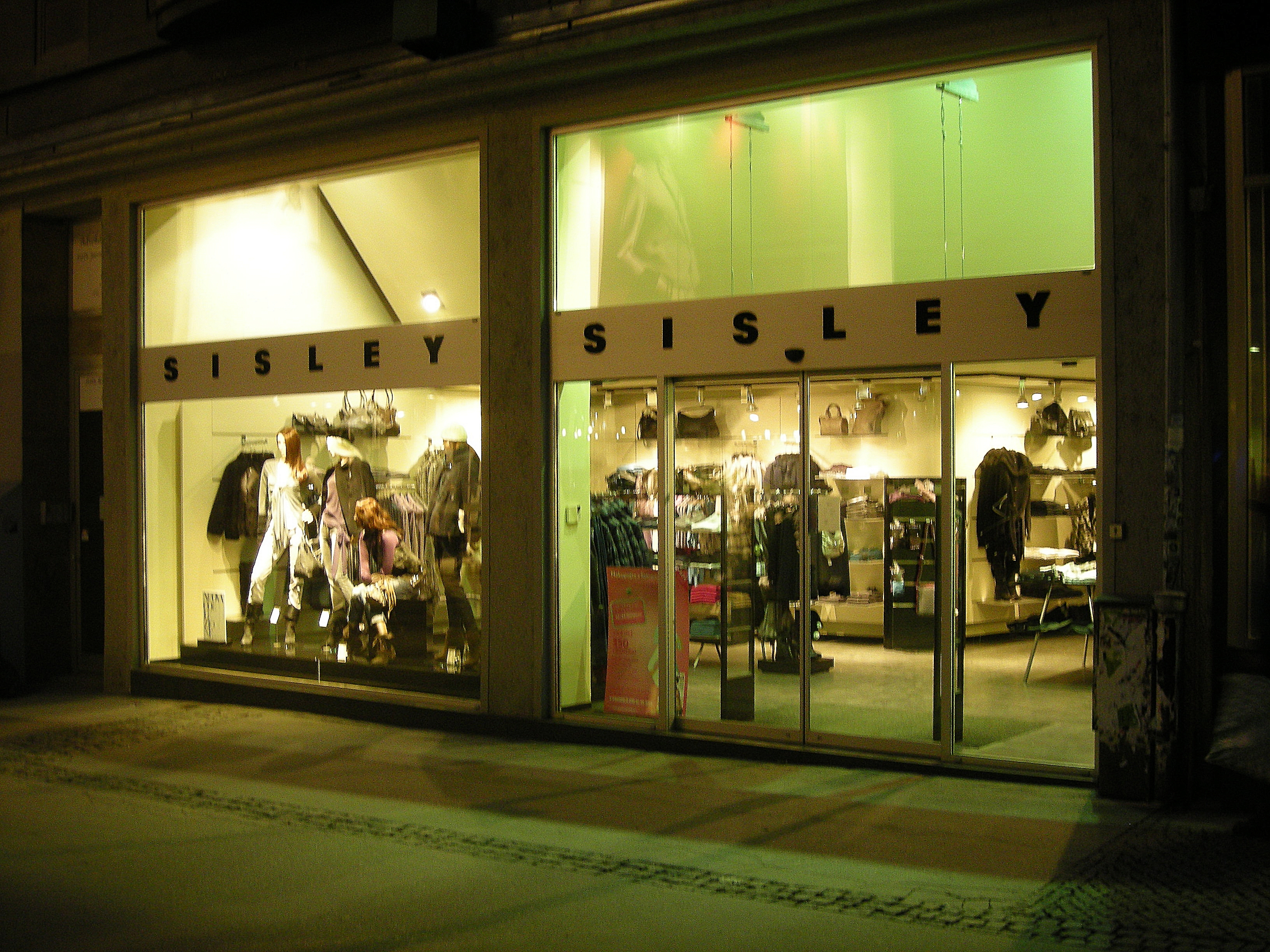
Un monomarca Sisley a Brno, Repubblica Ceca (2010)

La storia del marchio comincia a Parigi nel 1968, con la presentazione della prima collezione Denim. L'incontro con Benetton avviene nel 1974, quando il Gruppo, intuendone le potenzialità, ne acquista i diritti per l'utilizzo esclusivo, ma è soltanto dal 1985 che Sisley assume una sua personalità indipendente con uno staff creativo e commerciale autonomo e una nuova immagine in termini di punti vendita, prodotto e pubblicità. Il 1996 segna un'altra tappa importante nella storia di Sisley: il logo si modifica e dallo scudetto oro-granata, si passa a una scritta bianca su fondo nero.

## Campagne
Le campagne Sisley sono state affidate per molti anni all'obiettivo di Terry Richardson.

## Sisley nello sport
Seguendo l'allora politica societaria del gruppo Benetton, a partire dagli anni 1980 anche il marchio Sisley, come gli altri di proprietà della famiglia Benetton, ha visto accrescere la propria notorietà grazie a pratiche di marketing sportivo.

La Sisley Treviso per la prima volta campione d'Italia di volley maschile nella stagione 1993-1994

La disciplina che ha dato le maggiori soddisfazioni è stata la pallavolo dove nel 1987, con l'acquisizione dei diritti sportivi dell'Antares Vittorio Veneto, viene costituita una società maschile, il Volley Treviso, sponsorizzato dalla Sisley. Il neonato club diventa in breve tra i più titolati del panorama italiano, mettendo in bacheca nel successivo quarto di secolo 9 scudetti, 5 Coppe Italia e 7 Supercoppe italiane, ed emergendo ai massimi livelli anche in campo internazionale grazie alle vittorie di 4 CEV Champions League, 2 Coppe delle Coppe, 4 Coppe CEV e 2 Supercoppe europee. Nel 2012, con il disimpegno dei Benetton, la società perde la sponsorizzazione Sisley andando contestualmente incontro a un ridimensionamento tecnico, ma comunque sopravvivendo.
Di rilievo anche i trascorsi nella pallanuoto, grazie alla sponsorizzazione della formazione maschile della Waterpolis di Pescara nel corso degli anni 1980. In particolare la società, sotto il nome di Sisley Pescara, conquistò nello stesso decennio vari trofei in campo nazionale e internazionale, segnalandosi in particolare nel 1987 per il treble formato da scudetto, European Cup e Supercoppa d'Europa.